# تترای الماسی
تترای الماسی (Moenkhausia pittieri) یا تترا برلیان که معمولاً با تترای گوهرین اشتباه گرفته می‌شود، گونه ای ماهی کوچک آب شیرین از خانواده تتراسانان (خانواده کاراسینان) می‌باشد. خاستگاه آن دریاچه والنسیا در ونزوئلا و اطراف آن در آمریکای جنوبی، یافت می‌شود.
این گونه دیمورفیسم جنسی واضحی از خود نشان می‌دهد و نرها دارای باله‌های پشتی بسیار بلندتری نسبت به ماده‌ها هستند. همچنین نرها رنگ روشن تری دارند، اما هر دو جنس ماهی جذابی هستند و در بین آکواریوم داران محبوب شده‌اند. باله‌های پشتی و مقعدی بنفش و بدن نقره ای و در جنس نر بزرگتر و نوک تیز تر است. چشم در بالای مردمک به قرمز براق و یک نوار تیره در امتداد خط وسط بدن وجود دارد. قسمت شکمی آن بخصوص در زیر تابش نور، به رنگ آبی درخشان بوده و همانند الماس دارای درخشش و تلألو است. نام این گونه نیز از براقی برلیان گونه و حالت رنگین کمانی در امتداد کناره‌های بدن گرفته شده‌است.

## زیستگاه
تتراهای الماسی بومی مناطق شمالی ونزوئلا هستند. آنها در اصل از آبهای دریاچه والنسیا، واقع در بین ایالت‌های کارابوبو و آراگوا و شاخه‌های آن، سرچشمه می‌گیرند. آنها در جریانهای کندی که دارای پوشش گیاهی فراوان و بستر پر از برگ هستند حرکت و زندگی می‌کنند. حیات این ماهی‌ها به دلیل توسعه شهری و تخریب زیستگاه آلودگی آب‌ها تهدید می‌شود. ظاهراً این گونه به‌طور کامل از دریاچه والنسیا، جایی که ابتدا از آن محل جمع‌آوری شده بود، ناپدید شده‌است. در سال ۲۰۰۹ عکاس زیر آب ونزوئلا ایوان میکولجی توانست جمعیتی از این ماهی را در نهر مجاور دریاچه والنسیا پیدا و عکاسی کند.

## در آکواریوم

### تغذیه
الماس تترا همه چیز خوار است. در طبیعت آنها هر چیزی را که در دسترس شان باشد می‌خورند، البته حیوانات و حشرات کوچک، به ویژه لارو پشه را ترجیح می‌دهند. آنها در آکواریوم خانگی بیشتر غذاهای استاندارد ماهی، مانند پولکی و گرانول را می‌خورند. آنها از انواع غذاها مانند دافنیای زنده یا کرمهای خونی منجمد می‌خورند.

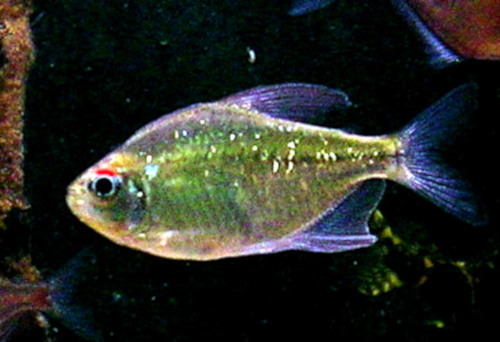
تترا الماسی

### پرورش
یک جفت یا گروهی از تتراهای الماس در یک آکواریوم که گوشه ای سایه و تاریک داشته باشد تخم ریزی می‌کنند. آکواریوم حتماً با گیاهان برگ ریز مانند خزه جاوا یا خاکشیر کاشته شود. ماهی‌های مولد حتماً باید قبل از تخم ریزی با غذای مغذی، ترجیحاً غذاهای زنده کوچک، خوب تغذیه شوند.
آب نرم اسیدی در محدوده pH) ۵٫۵–۶٫۵) و دمای حدود ۲۶–۲۹ درجه سانتی گراد (۸۰–۸۴ درجه فارنهایت) مناسب برای تترای الماسی است.
ماهی ماده معمولاً در اوایل صبح تخم ریزی می‌کند. اگر بعد از تخم‌گذاری جدا نشوند، حتماً تخم‌های خود را می‌خورند. تخمها به‌طور معمول در عرض ۳۶ ساعت باز می‌شوند و بچه ماهی‌ها معمولاً در عرض ۴ روز آزادانه شنا می‌کنند.
ماهی تترا الماس سریع رشد می‌کند. آنها می‌توانند از غذاهای خشک تغذیه کنند، اما غذاهای زنده با اندازه مناسب در تمام مراحل رشد می‌تواند بسیار مفید باشد.